# Fort Albert (Alderney)

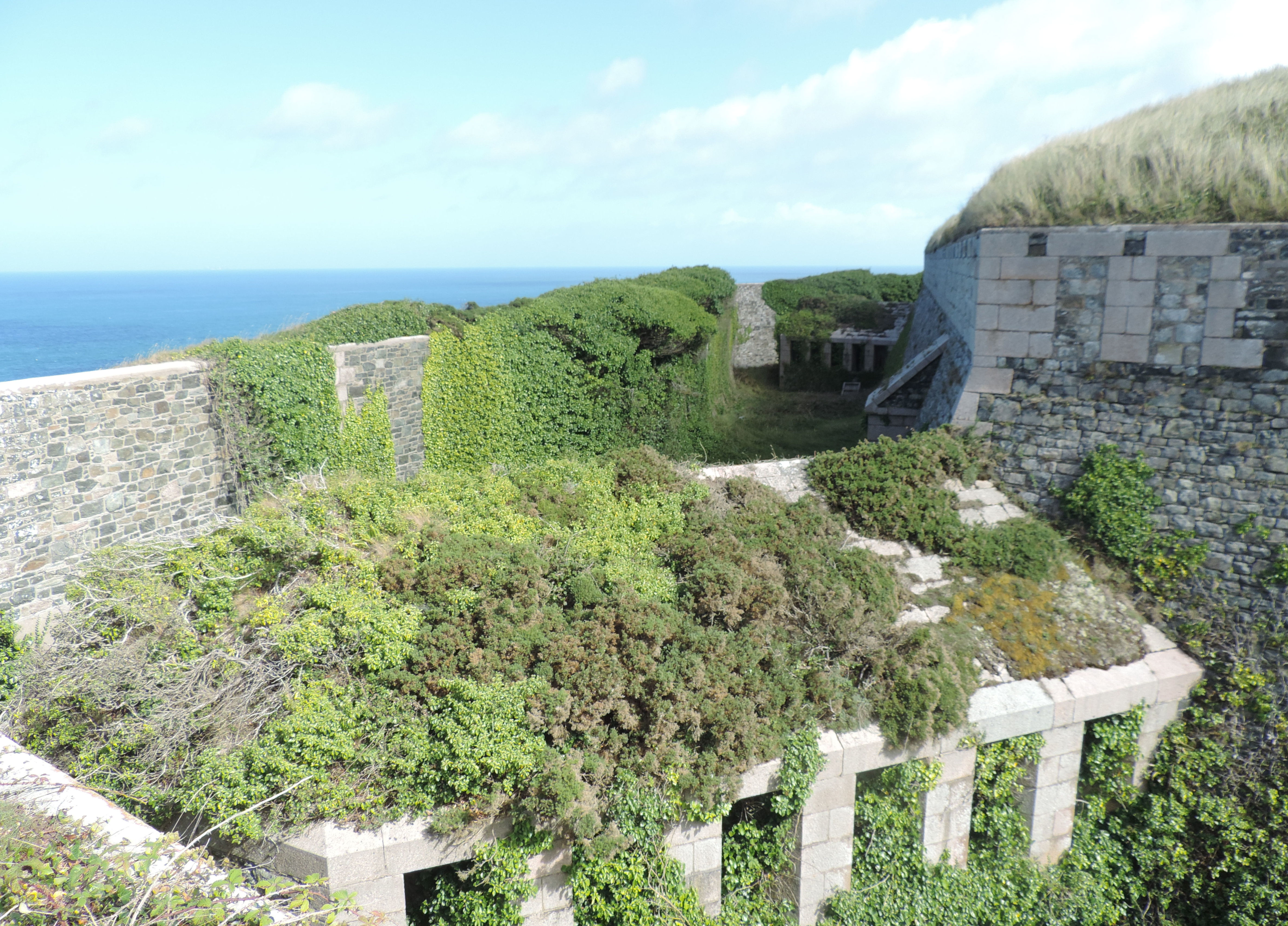
Teile der Ruine von Fort Albert 2016

Fort Albert ist die Ruine eines viktorianischen Forts im Norden der Kanalinsel Alderney. Es wurde auf der östlichen Landzunge der Brave Bay in den Jahren 1856–1859 errichtet.
Ursprünglich sollte es Fort Touraille heißen und war als Batterie geplant. Nach dem Tod von Prinz Albert 1861 aber wurde des umbenannt. Es war mit 43 Kanonen und Kasernen für 424 Mann ausgestattet. 1854 war auf derselben Landzunge bereits die Roselle Battery mit sieben Kanonen fertiggestellt worden.
Um 1900 wurde das Fort umgebaut: Die Anzahl der Kanonen wurde reduziert und dafür zwei 6-Zoll-BL-Marinegeschütze aufgebaut, die das Erscheinungsbild des Forts veränderten.
Im Fort war das militärische Hauptquartier der Insel Alderney untergebracht und so war dort bis 1929 eine reguläre Armeegarnison stationiert.